# Жосуе Са
Жосуе Умберто Гонсалвеш Леал де Са (на португалски: Josué Humberto Gonçalves Leal de Sá) е португалски футболист, който играе на поста централен защитник. Състезател на Рио Аве.

## Кариера

### Витория Гимараеш
Роден в Лисабон, Са прекарва 9 от формиращите си години в местния Спортинг (Лисабон), подписвайки на 17 с Витория. Той започва своята професионална кариера, бивайки даден под наем на Шавеш.
Впоследствие се завръща в Гимараеш и редува изяви в първия и създадения втори отбор на Витория, състезаващ се в Лига де Онра. Първото му участие в Примейра Лига с Витория е на 20 януари 2013 г., влизайки като късна смяна при победата с 1–3 като гост на Рио Аве.
Първия си гол на най-високо ниво вкарва на 7 ноември 2014, при победата с 1–2 като гост на Арука. Той отбелязва още един гол, в 26 участия, до края на сезона, за евентуално 5-о място на края на първенството и участие в Лига Европа.
На 6 май 2016 г. подновява своя договор до края на 2019, като откупната му клауза се качва от 3 милиона евро на 8 милиона евро.

### Андерлехт
Са подписва с Андерлехт на 31 август 2017, след като се споразумява за 4-годишен договор. Прави своя дебют в Белгийската Про Лига на 1 октомври, започвайки като титуляр и остава до края на мача, при победата с 1–0 като домакин на Стандарт Лиеж.
Са прекарва следващите два сезона под наем в Касъмпаша и Уеска.

### Лудогорец
На 2 октомври 2020 г. Са е обявен за ново попълнение на разградския Лудогорец. Прави своя дебют на 25 октомври при победата с 1–3 като гост на Монтана.

### Макаби Тел Авив
На 3 февруари 2022 г. "жълтите" обявяват вземането под наем на Жосуе Са, с опция за откупуване.

## Национална кариера
Четири юношески нива, Са записва 28 участия за Португалия. Неговото първо за Португалия до 21 г. идва на 25 март 2013 г. при загубата с 2–1 в приятелска среща с отбора на Република Ирландия до 21 г., състояла се в Дъблин.

## Успехи
Лудогорец
- Първа лига (1): 2020/21
- Суперкупа на България (1): 2021

 Витория (Гимараеш)
- Купа на Португалия (1): 2013